# Irene Papas

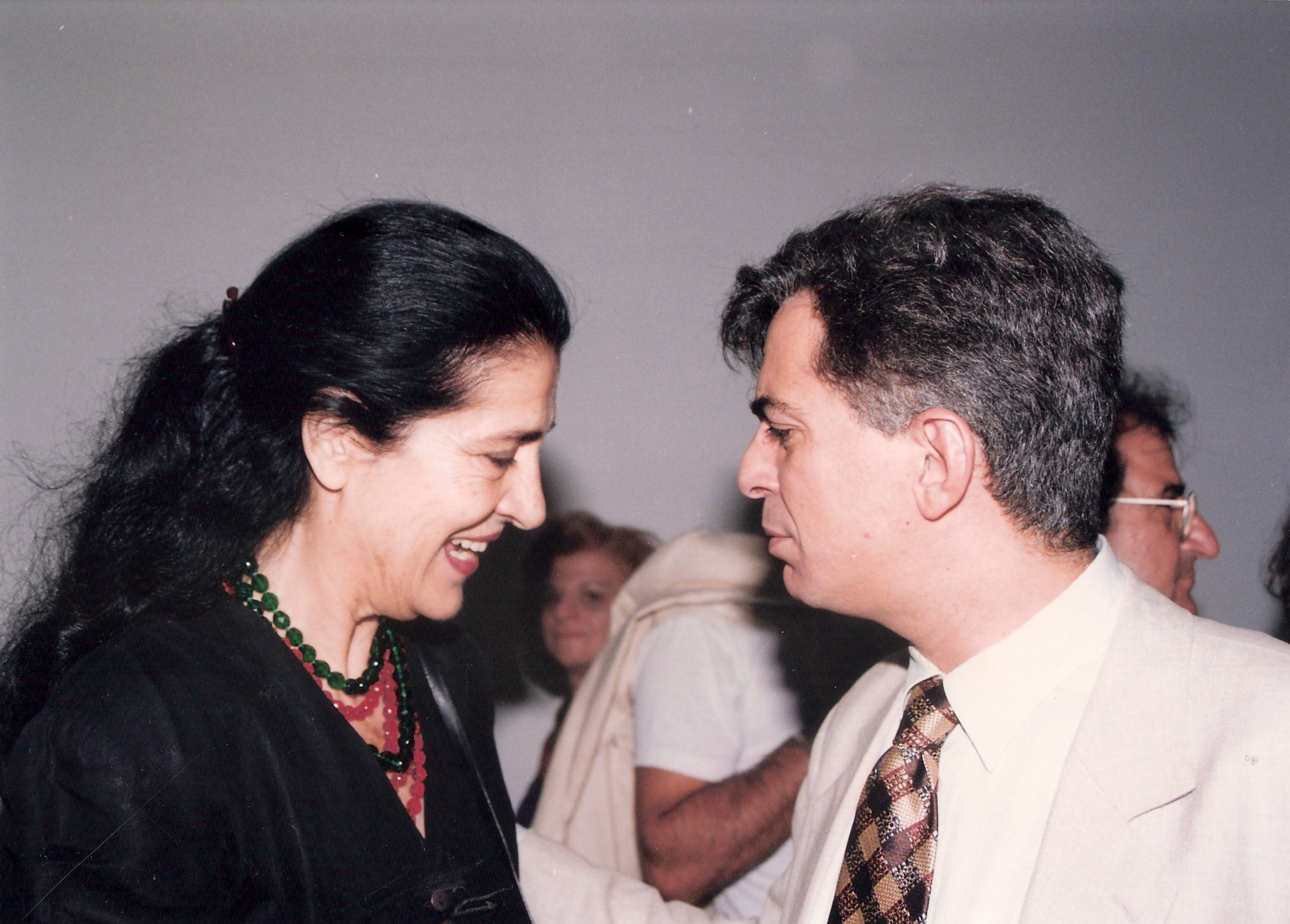
Irene Papas und Aimilios Metaxopoulos

Irene Papas gebürtig Iríni Lelékou (griechisch Ειρήνη Παππά Iríni Pappá, * 3. September 1926 in Chiliomodi bei Korinth als Ειρήνη Λελέκου Iríni Lelékou; † 14. September 2022 ebenda) war eine griechische Film- und Theaterschauspielerin und Sängerin. Sie gehörte zu den führenden Tragödiendarstellerinnen ihres Landes und wirkte auch an internationalen Filmproduktionen mit.

## Leben
In ihrer über fünfzigjährigen Karriere hat Irene Papas in über 80 Filmen gespielt. Durch ihre frühe Karriere in Griechenland war sie dort bereits berühmt, als sie – für Hollywood entdeckt vom Regisseur Elia Kazan – ab Mitte der 1950er-Jahre auch in internationalen Filmproduktionen Fuß fassen konnte. Eine ihrer ersten internationalen Rollen hatte sie in dem Abenteuerfilm Attila, die Geißel Gottes neben Anthony Quinn und Sophia Loren, zwei Jahre später machte sie einen Ausflug zum Hollywood-Western als Filmpartnerin von James Cagney in Mein Wille ist Gesetz. Im Laufe der Jahre spielte sie in einigen bei Kritikern gefeierten Filmproduktionen mit, unter anderem in Die Kanonen von Navarone (1961) als Widerstandskämpferin Maria, in Alexis Sorbas (1964) als Witwe Surmelina und 1969 in den zwei für den Oscar nominierten Filmen Königin für tausend Tage und Z – Anatomie eines politischen Mordes. Unter Regie von Francesco Rosi war Papas in Charakterrollen in dessen Filmen Christus kam nur bis Eboli (1978) und Chronik eines angekündigten Todes (1986) zu sehen.
Auf der Bühne wie im Film war Papas als Darstellerin in den antiken Tragödien renommiert. 1961 spielte sie die Titelrolle in dem Film Antigone unter Regie von Giorgos Tzavellas nach der gleichnamigen Tragödie von Sophokles. Weiterhin spielte sie die Titelrollen in den Filmdramen Elektra (1962) und Iphigenie (1977), beide nach den Werken von Euripides und unter Regie von Michael Cacoyannis. In der italienisch-deutschen Fernsehverfilmung Die Odyssee war sie 1968 als Penelope zu sehen, knapp dreißig Jahre später trat sie in einer erneuten Verfilmung des Stoffes, Die Abenteuer des Odysseus, als Odysseus’ Mutter Antikleia in Erscheinung.
In Griechenland ist sie auch als Sängerin bekannt, ihre bekanntesten Alben sind Odes und Rapsodies, die sie zusammen mit dem Musiker Vangelis 1979 und 1986 aufnahm. Die Zusammenarbeit mit Vangelis begann bereits Anfang der 1970er Jahre mit dem Konzeptalbum 666.
Irene Papas trat bis ins neue Jahrtausend in Filmen auf, ihr letzter Film war 2003 Manoel de Oliveiras Um Filme Falado – Reise nach Bombay, dennoch lag in den späteren Jahren ihrer Karriere ihre Hauptbeschäftigung auf Theaterbühnen. In Griechenland begründete sie eine Art Kulturzentrum der klassischen Theaterschule, den „Scholion“ (Σχολείον). Daneben lebte sie auch in Italien und beruflich hin und wieder in Spanien, wo sie an den Universitäten von Tor Vergata (Rom) und von Sagunt (Spanien) mit Studenten und jungen Schauspielschülern griechische Tragödien in der Original- und Landessprache aufführte und somit die Jugend klassische Schauspielkunst lehrte.
Von 1947 bis 1951 war Papas mit dem Regisseur Alkis Papas verheiratet. Sie heiratete 1957 noch einmal, diese Ehe wurde aber später annulliert. In den 1950er-Jahren hatte sie eine längere Affäre mit Marlon Brando. 2013 wurde bei ihr eine Alzheimer-Demenz diagnostiziert, woraufhin sie sich aus der Öffentlichkeit zurückzog. Sie starb im September 2022 im Alter von 96 Jahren.

## Filmografie
- 1948: Hamenoi angeloi
- 1951: Tote Stadt (Nekri politeia)
- 1953: Untreue (Le infedeli)
- 1953: Verschwörung in Algier (The Man from Cairo)
- 1954: Theodora, Kaiserin von Byzanz (Teodora, imperatrice di Bisanzio)
- 1954: Attila, die Geißel Gottes (Attila)
- 1955: The Missing Scientists
- 1956: Mein Wille ist Gesetz (Tribute to a Bad Man)
- 1959: Bouboulina
- 1961: Die Kanonen von Navarone (The Guns of Navarone)
- 1961: Antigone (Andigoni)
- 1962: Elektra
- 1964: Der Millionenschatz (The Moon-Spinners)
- 1964: Alexis Sorbas (Zorba the Greek)
- 1966: Zeugin aus der Hölle
- 1967: Zwei Särge auf Bestellung (A ciascuno il suo)
- 1967: Flucht aus der Taiga (The Desperate Ones)
- 1968: Die Odyssee (Odissea, Fernseh-Miniserie)
- 1968: Auftrag Mord (The Brotherhood)
- 1969: Z
- 1969: Matsoukas, der Grieche (A Dream of Kings)
- 1969: Königin für tausend Tage (Anne of the Thousand Days)
- 1971: Die Troerinnen (The Trojan Women)
- 1971: Roma Bene – Liebe und Sex in Rom (Roma bene)
- 1972: Quäle nie ein Kind zum Scherz (Non si sevizia un paperino)
- 1973: 1931 – Es geschah in Amerika (Piazza pulita)
- 1973: Die fünfte Offensive – Kesselschlacht an der Sutjeska (Sutjeska)
- 1974: Moses (Mosè) (Fernseh-Miniserie)
- 1976: Mohammed – Der Gesandte Gottes (The Message)
- 1977: Iphigenie (Iphigenia)
- 1979: Christus kam nur bis Eboli (Cristo si è fermato a Eboli)
- 1979: Blutspur (Bloodline)
- 1980: Omar Mukhtar – Löwe der Wüste (Lion of the Desert)
- 1982: Wettlauf mit der Sonne (Sarâb)
- 1983: Die unglaubliche und traurige Geschichte von der unschuldigen Eréndira und ihrer herzlosen Großmutter (Eréndira)
- 1983: Der Deserteur (Il disertore)
- 1984: Afghanistan pourquoi?
- 1985: Kopfüber in die Nacht (Into the Night)
- 1985: Der Assisi Untergrund (The Assisi Underground)
- 1987: Geliebtes Land (Sweet Country)
- 1987: Chronik eines angekündigten Todes (Chronicle of a Death Foretold)
- 1987: Ein Kind mit Namen Jesus (Un bambino di nome Gesù, Fernsehserie)
- 1987: Künstler, Killer & Kanonen (High Season)
- 1989: Insel der Frauen (Island)
- 1994: Die Bibel – Jakob (Jacob, Fernsehfilm)
- 1996: Party
- 1997: Die Abenteuer des Odysseus (The Odyssey, Miniserie, 2 Folgen)
- 1998: Unruhe (Inquietude)
- 1998: Yerma
- 2001: Corellis Mandoline (Captain Corelli’s Mandolin)
- 2003: Um Filme Falado – Reise nach Bombay (A Talking Picture)